# Scoop DeVille
Scoop DeVille, właściwie Elijah Blue Molina (ur. 15 października 1987) – amerykański producent muzyczny pochodzący z Los Angeles w stanie Kalifornia. Współpracował z takimi wykonawcami jak: Snoop Dogg, 50 Cent, Tony Yayo, Kendrick Lamar, Busta Rhymes, Fat Joe, Fort Minor, B-Real, Game, Tech N9ne, Jim Jones czy Paul Wall. Najbardziej znany z produkcji pt. "I Wanna Rock" Snoop Dogga oraz utworu "Poetic Justice" Kendricka Lamara, które były notowane w Top 50 notowania Hot 100.

## Życie prywatne
Molina jest synem rapera Kida Frosta, autora hitu "La Raza".